# Пантеон деятелей болгарского Возрождения
Пантеон деятелей болгарского Возрождения - оссуарий в городе Русе, архитектурный памятник XX века.
Входит в перечень "100 туристических объектов Болгарии".

## История
Построен в 1977 - 1978 годы (архитекторы Н. Николов и Д. Кынев), открыт 28 февраля 1978 года.
До 1989 года перед входом в здание горел Вечный огонь.
В 2001 году на куполе здания установили крест.

## Описание
Пантеон построен в стиле классицизма.
Является местом захоронения 39 деятелей болгарского возрождения XIX века, среди которых Любен Каравелов, Захарий Стоянов, Стефан Караджа, Тонка Обретенова ("Баба Тонка"), Никола Обретенов, Панайот Хитов, Панайот Волов и Ангел Кынчев, а также местом захоронения участников Апрельского восстания 1876 года.